# Хромозом 1 (човек)
Хромозом 1 је највећи аутозомни хромозом у кариотипу човека који је заједно са хромозомима 2 и 3 сврстан у групу А. Према положају центромере припада метацентричним хромозомима (види слику). На дужем краку (q крак), одмах испод центромере хромозома 1 налази се секундарно сужење . Састоји се од 263 милиона парова азотних база, што чини скоро 8% укупне ДНК генома човека.

## Гени и болести
Познат је садржај и распоред гена хромозома 1 који изазивају следеће болести:
- катаракте
- дуктални карцином дојке
- меланом коже/диспластични невус
- онкоген у вези са карциномом плућа
- Зелвегеров синдром
- Стиктеров синдром
- Мархалов синдром
- Старгардтова болест
- Алцхајмерова болест
- Бјоргенов синром
- Ушхеров синдром
- Кенви-Кафи синдром
- Bartterov синдром
- Charcot-Marie-Tooth синдром
- Van der Woudeov синдром
- Риплингова болест
- Chedian-Higashi синдром
- Макл-Велсов синдром
- Дејерин-Сотас синдром
- Бјогренов синдром
- аутозомно-доминантна глувоћа
- порфирија
- карцином дојке
- карцином дебелог црева
- дистрофија чепића и штапића
- мишићна дистрофија појаса и удова, аутозомно-доминантна
- пикнодисостоза
- хемолитичка анемија
- елиптоцитоза
- шизофренија
- неуропенија новорођенчади
- повратне вирусне инфекције
- недостатак атитромбина III
- склоност атеросклерози
- глауком
- нефротски синдром
- кардиомиопатија
- хиперпролинемија, тип 2
- карцином простате
- малигни тумор мозга
- урођена мишићна дистрофија
- поремећај транспорта глукозе
- крвно-мождана баријера
- породична хиперхолестеролемија
- остеопетроза, аутозомно-доминантна
- акутна леукемија
- синдром рибљег мириса
- склоност богињама (осипне грознице)
- вентрикуларна тахикардија
- хиперпаратиреоидизам и многе др.